# غيرهارد هانابي
غيرهارد هانابي (بالألمانية: Gerhard Hanappi)‏ (و. 1929 – 1980 م) هو لاعب كرة قدم، ومهندس معماري من النمسا . ولد في فيينا .
شارك في بطولة كأس العالم لكرة القدم 1958، وبطولة كأس العالم لكرة القدم 1954 .
توفي في فيينا .

## مسيرته الكروية
لعب غيرهارد هانابي خلال مسيرته الاحترافية مع ناديين في تسعة عشر موسمًا وسجل خلالها 116 هدف ضمن 395 مباراة. حيث فاز في موسمين بالكأس وفي ثمانية مواسم بالدوري.
خاض غيرهارد هانابي مسيرته مع واكر فيينا ‏ في موسم 1946–47 ليلعب معه أربعة مواسم، مشاركًا في 62 مباراة سجل خلالها هدفين. ثم انتقل إلى نادي رابيد فيينا في موسم 1950–51 ليلعب معه خمسة عشر موسمًا، حيث شارك في 333 مباراة سجل خلالها 114 هدف.

## أعمال بارزة
من أهم أعماله Gerhard-Hanappi-stadium

## جوائز
حصل على جوائز منها:
- Golden Order of Merit of the Republic of Austria.

## روابط خارجية
- غيرهارد هانابي على موقع الاتحاد الدولي (مؤرشف)  (الإنجليزية)
- غيرهارد هانابي على موقع قاعدة بيانات كرة القدم.إي يو (الإنجليزية)
- غيرهارد هانابي على موقع ناشيونال فوتبول تيمز (الإنجليزية)